# Mặc gia
Mặc gia (墨家) là một trường phái triết học trong thời kỳ Xuân Thu-Chiến Quốc trong lịch sử Trung Quốc, một trong Chư Tử Bách Gia và Cửu lưu thập gia. Đại diện Pháp gia là Hàn Phi Tử gọi Mặc gia và Nho gia là "thế chi hiển học" (những học thuyết nổi bật của thời đại), còn đại diện Nho gia là Mạnh Tử cũng từng nói "Thiên hạ chi ngôn, bất quy Dương tắc quy Mặc" (Lời lẽ trong thiên hạ, không theo Dương Chu thì theo Mặc Tử), chứng tỏ tư tưởng Mặc gia từng có thời kỳ huy hoàng ở Trung Quốc. Cuối thời Chiến Quốc, ảnh hưởng của Mặc học từng đối chọi ngang hàng với Khổng học.
Đến đầu thời Hán, do thuộc tính chính trị độc đáo của tư tưởng Mặc gia, cùng với chính sách học thuật "bãi truất bách gia, độc tôn Nho thuật" của Hán Vũ Đế thời Tây Hán, Mặc gia dần mất đi nền tảng thực tế để tồn tại, tư tưởng Mặc gia dần dần mai một ở Trung Quốc; mãi cho đến cuối thời Thanh đầu thời Dân Quốc, các học giả mới khám phá lại Mặc gia. Những năm gần đây, qua nỗ lực của một số nhà Mặc học mới, một số quan điểm trong học thuyết Mặc gia bắt đầu đi vào tầm nhìn của mọi người.
Logic Mặc gia là hệ thống logic học đầu tiên của Trung Quốc cổ đại, một trong ba hệ thống logic cổ điển lớn trên thế giới, chủ yếu lấy Tam vật luận làm đại diện, ba vật (tam vật) gồm có cố, lý, loại. Mặc Biện (墨辯) là tác phẩm chính của logic Mặc gia.